# Grove Farm’s Railroad und Lihue Plantation Railroad
| Lihue Plantation Railway | Lihue Plantation Railway |
| ------------------------ | ------------------------ |
| Streckenlänge:           | 0,15 km + 1,6 km         |
| Spurweite:               | 762 mm (Schmalspur)      |
|                          |                          |

Die heute noch 150 m lange Grove Farm’s Railroad und die 1,6 km lange Lihue Plantation Railroad sind zwei ehemals miteinander verbundene Schmalspurbahnen auf der Insel Kauaʻi von Hawaii mit einer Spurweite von 2 Fuß 6 Zoll (762 mm).

## Geschichte
Das Zuckerrohr der Grove Farm wurde ab den 1870er Jahren in der Zuckerfabrik der Lihue Plantation verarbeitet. Die Grove Farm besaß nämlich keine eigene Zuckerfabrik. Die Schmalspurbahnen der Grove Farm und der Lihue Plantation waren miteinander verbunden. Die Lihue Plantation Railroad war von 1892 in 1959 in Betrieb. 1931 gab es eine 50 km lange fest verlegte Hauptstrecke und 8 km fliegendes Gleis. Über die 1934 erworbene Ahukini Terminal and Railway gab es eine Verbindung zum Hafen in Anahola. Ab 1938 wurden die ersten Diesellokomotiven eingesetzt, und bis 1951 gleichzeitig mit den älteren Dampfloks verwendet. Von 1951 bis 1959 wurden nur noch Dieselloks eingesetzt. Die Eisenbahn wurde 1959 stillgelegt und komplett verschrottet. Die Dampfloks der Grove Farm blieben aber erhalten, weil sie in deren eigenem Lokomotivschuppen abgestellt waren, und dort verblieben, nachdem die Gleise verschrottet worden waren.

## Lokomotiven im Grove-Farm-Sugar-Plantation-Museum

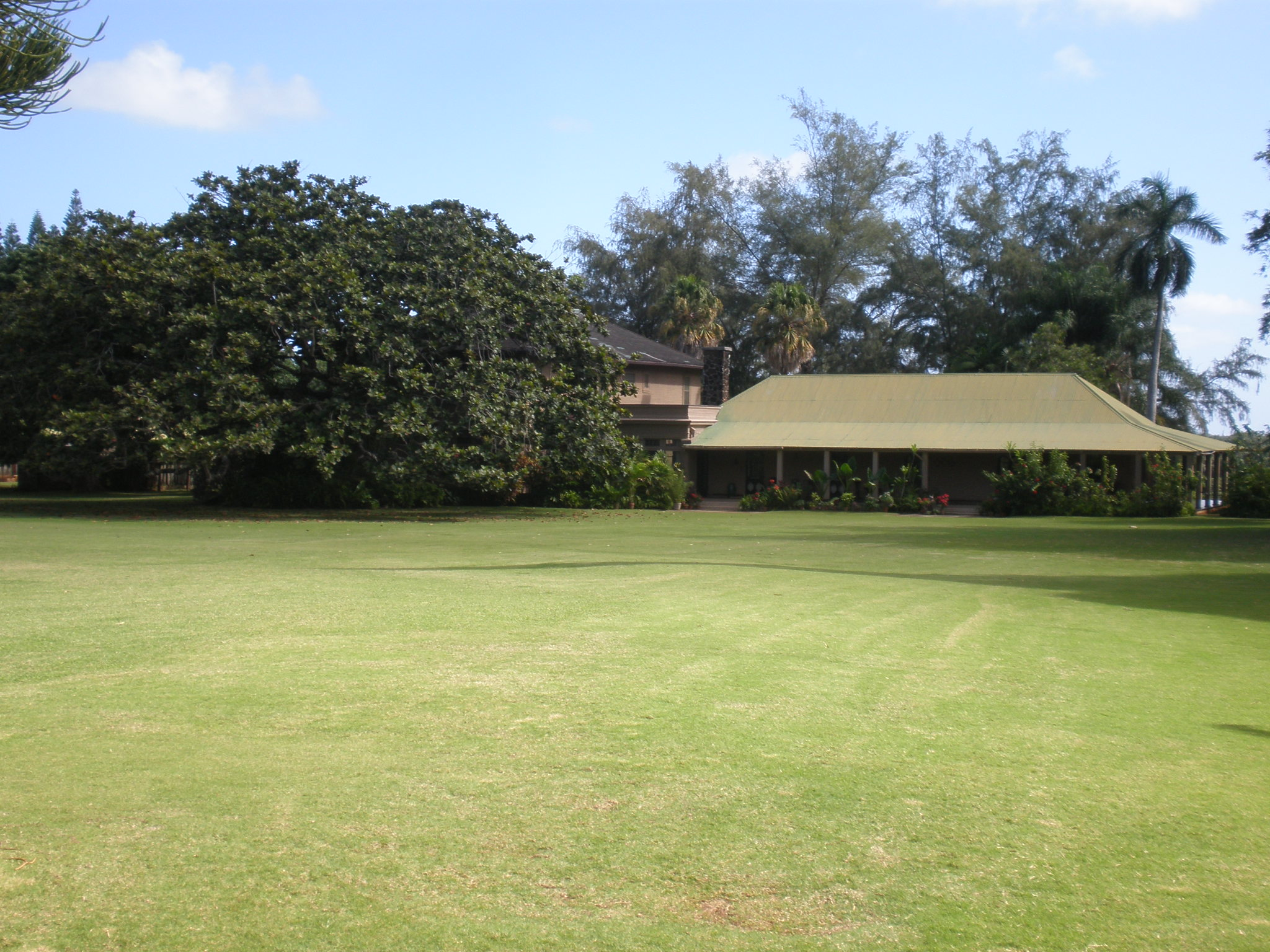
Grove Farm Homestead

In der Sammlung des Grove-Farm-Sugar-Plantation-Museums sind die originalen Dampflokomotiven der Grove Farm erhalten. Sie wurde von Mabel und Elsie Wilcox, den Nichten von George Norton Wilcox, der die Grove-Farm-Plantation 1864 erworben hatte, gegründet. Die Geschwister setzten sich für den Erhalt der Schienenfahrzeuge ein, als diese in den späten 1950er Jahren außer Betrieb genommen wurden, nachdem die Koloa-Plantation 1947 von der Grove-Farm-Plantation übernommen worden war. Um 1970 wären die Dampflokomotiven fast für jeweils 500 $ an die Walt Disney Company verkauft worden, wenn Mabel Wilcox nicht den gleichen Preis aufgeboten hätte, um die Lokomotiven auf Kauai zu erhalten. Grove Farm vermachte die vier Dampflokomotiven dem Museum, als Mabel Wilcox die geerbte Plantage in den 1970er Jahren in ein Museum umwandelte. Als sie 1978 starb, hinterließ sie eine Stiftung für das Museum einschließlich der Lokomotiven. Sie wurden inzwischen als Grove Farm Company Locomotives ins National Register of Historic Places aufgenommen.

### Paulo
Das Glanzstück der Sammlung ist die 1887 von den Hohenzollern-Werken in Düsseldorf hergestellte Dampflok Paulo, die nach Paul Isenberg, dem Besitzer der Koloa-Plantation benannt wurde. Sie war die dritte Dampflokomotive auf Hawaii, als sie 1888 für 4.000 $ an die Koloa Plantation ausgeliefert wurde. Zuvor waren es bereits 1883 eine Baldwin-Lokomotive mit einer Spurweite von 24 Zoll (610 mm), die in den Sanddünen von Puʻunēnē auf der Insel Maui versunken sein soll, und eine Claus Spreckels Lokomotive von 1882, die in Maui gelagert wird. Sie ist inzwischen die älteste betriebsbereite Dampflok Hawaiis.
Sie wird heutzutage in der Lihue-Plantation-Sugar-Mill aufbewahrt und wird einmal pro Monat sowie bei speziellen Anlässen auf einem restaurierten Streckenabschnitt der Lihue Plantation Railroad in Betrieb genommen.

### Wainiha
Die 1915 von den Baldwin Locomotive Works in Philadelphia gebaute Dampflok Wainiha gehörte ursprünglich der McBryde-Plantation und wurde 1932 an die Lihue-Plantation verkauft. Sie ist nach einem Bach am Nordstrand benannt, und war 1957 die letzte industriell genutzte Dampflok Hawaiis. Sie wurde 1975 generalüberholt und ist betriebsbereit. Im Jahr 2000 wurde sie neben Paulo bei den Dreharbeiten für den Kinofilm To End All Wars – Die wahre Hölle.

### Wahiawa
Die 1921 von Baldwin gebaute Dampflok Wahiawa wurde von der Kauai Railway für den Personenverkehr eingesetzt.  Sie hieß ursprünglich Port Allen nach dem Hafen und Endbahnhof an der Westküste von Kauaʻi. Die Lok wurde 1938 von der McBryde Sugar Company erworben und nach einem Bach in West-Kauaʻi benannt und 1947 an die Grove Farm Company verkauft. Sie muss gelegentlich generalüberholt werden.

### Kaipu
Die 1925 von Baldwin gebaute Dampflok Kaipu war eine der ersten Loks in der Hawaiianischen Zuckerindustrie. Sie hieß bei der Hawaiian Sugar Company ursprünglich Kokee und wurde 1941 nach einem leitenden Angestellten der Grove Farm benannt, als sie von dieser erworben wurde. Ihr Führerhaus ist ungewöhnlicherweise bereits aus Stahlblech und sie hat kleinere Antriebsräder als die anderen Hawaiianischen Baldwins mit externen Gegengewichten und Kuppelstangen an den hinteren Antriebsrädern. Sie wurde 1953 außer Betrieb genommen, 1983 restauriert, und ist betriebsbereit.

## Bahnstrecke
Das Grove-Farm-Museum erwarb zwei Grundstücke und verlegte 2004 ein Schmalspurgleis entlang der Haleko Road nahe der Stadtmitte des modernen Lihue. Erst später wurde erkannt, dass durch die neu erworbenen Grundstücke historische Trassenführungen samt Wegerechten verliefen. Daraufhin wurden diese noch bestehenden Trassen restauriert. Als das Museum die 28,000 m² und 61,000 m² großen Grundstücke von der Lihue Plantation Company erworben hatte, waren ihm die historischen Trassen auf diesen Grundstücken nicht bekannt.